# بوبي هاميلتون جونيور
بوبي هاميلتون جونيور (بالإنجليزية: Bobby Hamilton, Jr.)‏ هو مالك فريق ناسكار ‏ أمريكي، ولد في 8 يناير 1978 في ناشفيل في الولايات المتحدة.

## وصلات خارجية
- الموقع الرسمي
- بوبي هاميلتون جونيور على موقع Racing-Reference.info (الإنجليزية)